# Paul Strickner

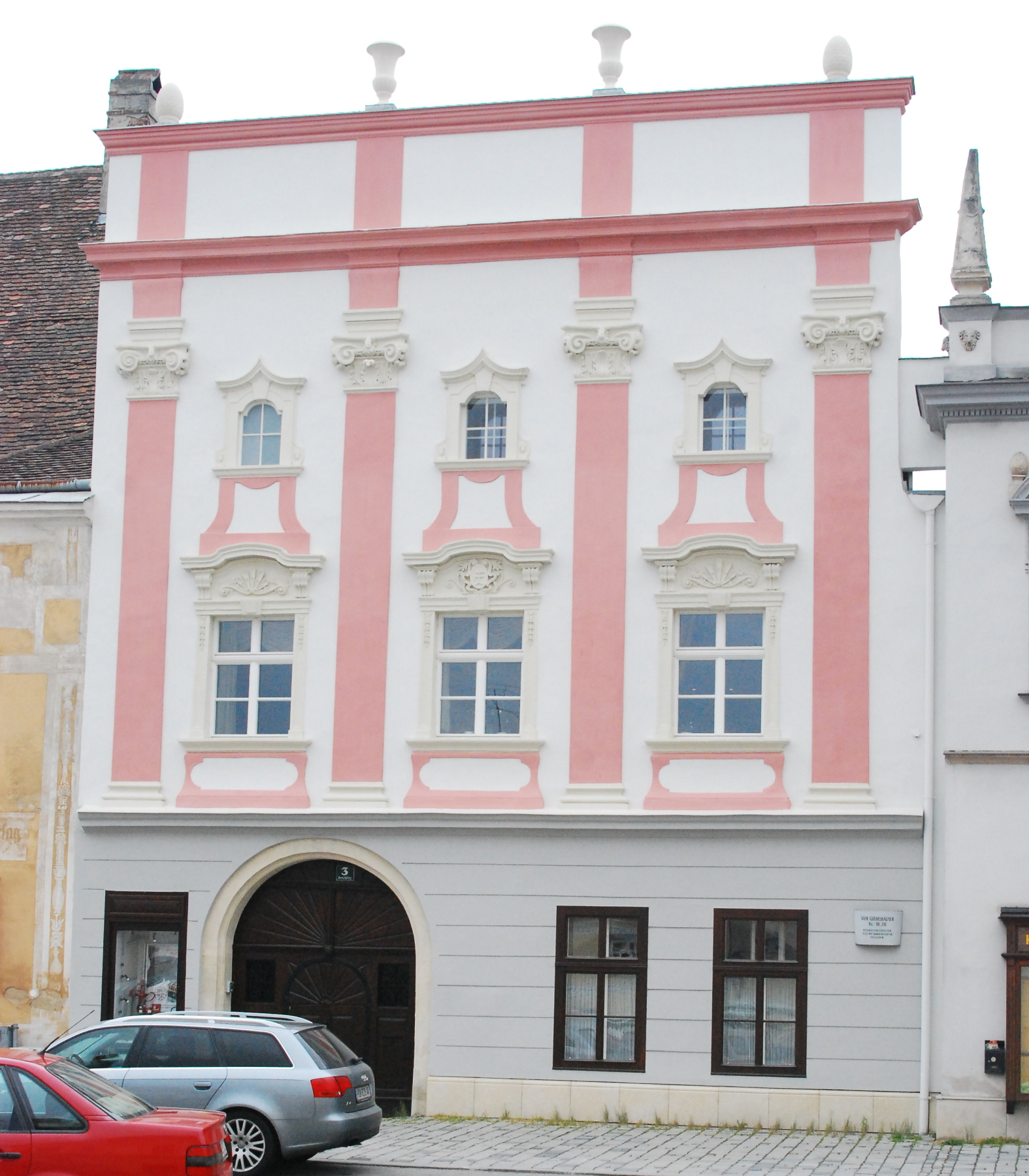
Eggenburg Hauptplatz 3 über dem Mittelfenster das Steinmetzzeichen von Paul Strickner

Paul Strickner (* in Innsbruck, Tirol; † 4. Februar 1695 in Eggenburg, Niederösterreich) war ein österreichischer Steinmetzmeister des Barock.

## Familie
Paul Strickner war 1658 aus Innsbruck in Eggenburg zugewandert. Am 13. Oktober 1658 heiratete Barbara Scherzer, Witwe des Eggenburger Steinmetzen Sebastian Scherzer den ledigen Paul Strickner (solutus homo natus de InnsPruck). Ehefrau Barbara starb 1667, der Witwer ehelichte am 11. September 1668 Rosina Peckh, Tochter des Caspar Peckh. 
- Sohn Mathias Strickner wurde am 18. Februar 1671 geboren und lernte beim Vater das Steinmetzhandwerk.[3]
- Sohn Bernhard (* 16. August 1680) lernte das Steinmetzhandwerk beim älteren Bruder Mathias. Die Freisprechung erfolgte 1699.
- Tochter Anna Maria heiratete am 14. März 1694 Steinmetzmeister Andreas Steinböck.
- Enkel Franz Strickner (* 2. Oktober 1699) lernte das Steinmetzhandwerk beim Vater Mathias Strickner, die Freisprechung war 1718.

### Meister im Eggenburger Steinmetzhandwerk
Im „Aufgeding- und Freysagebuch der Eggenburger Steinmetz-Innung“ sind die Namen der Meister und der freigesprochenen Gesellen verzeichnet. Ein Beispiel war Reichardt Fux, er lernte das Steinmetzhandwerk beim Eggenburger Meister Paul Strickner, die Freisprechung erfolgte am 7. August 1672. Er heiratete 1690 Catharina, Tochter des Bildhauers Antonius Pery im Kayserlichen Steinbruch und wurde 1696 zum Richter gewählt.

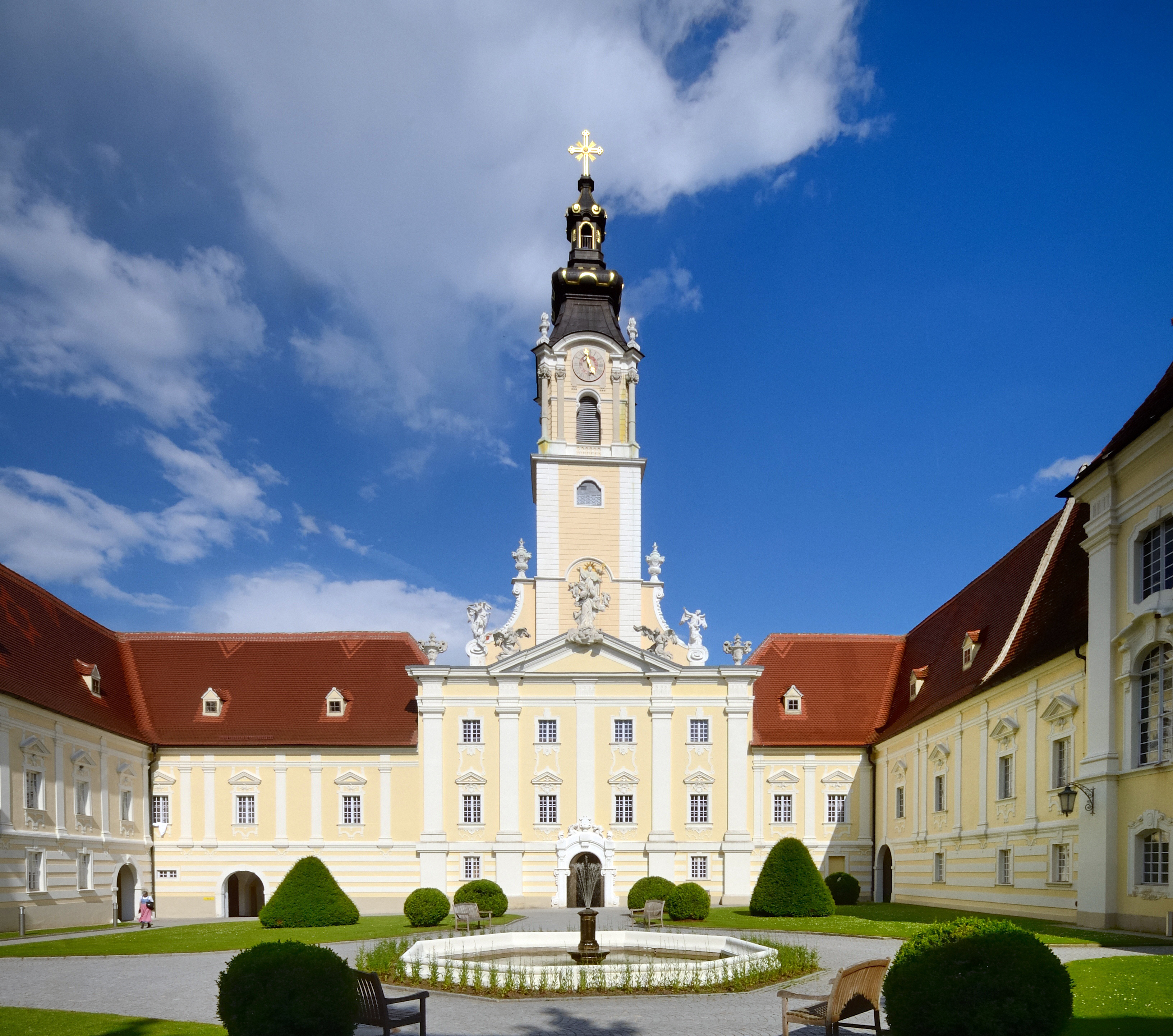
Stift Altenburg, davor Brunnenbecken

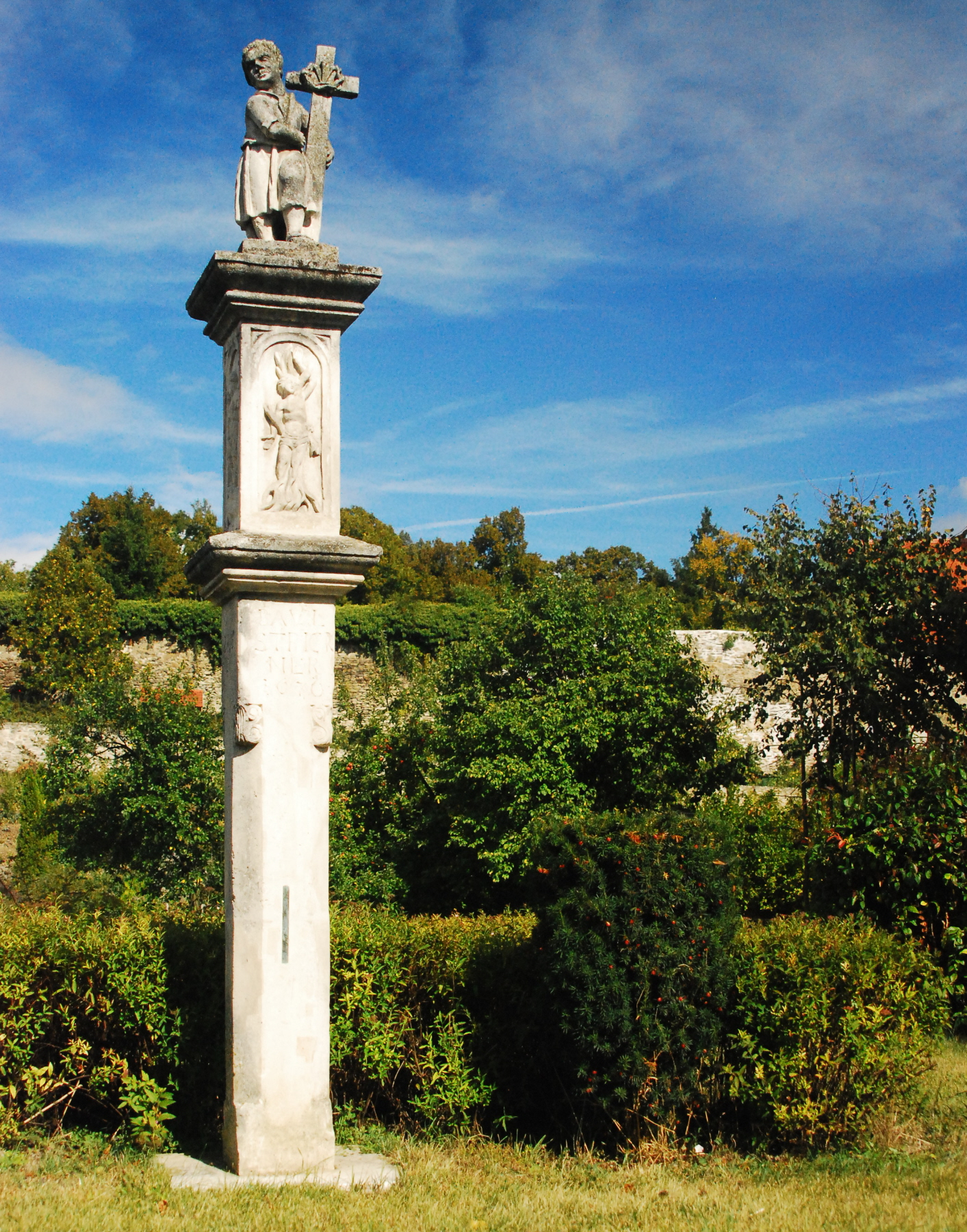
Eggenburg „Stricknermaterl“ 1676

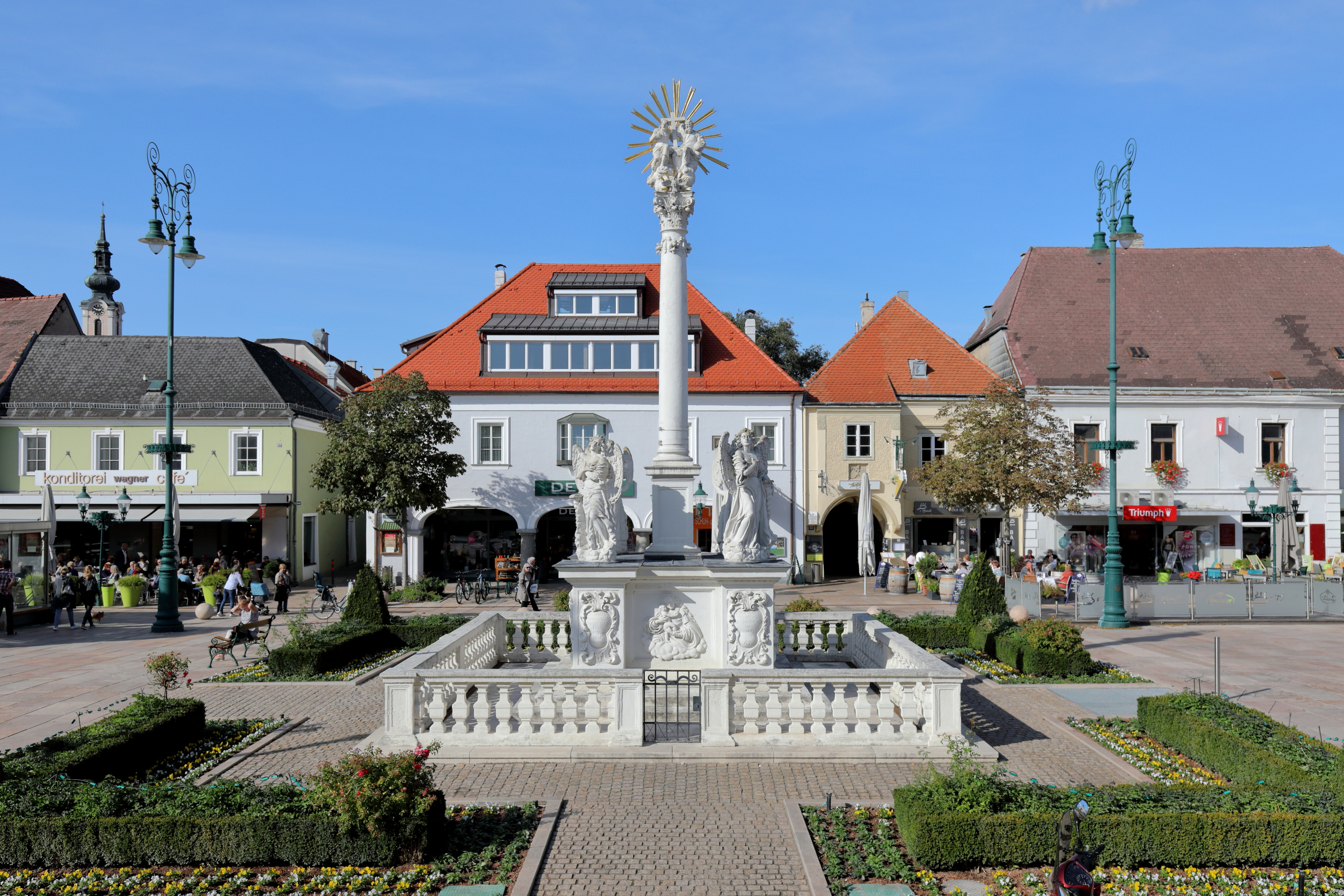
Dreifaltigkeitssäule Paul Strickner und Wolfgang Steinböck Postament und Balustrade, Steinmetzmeister Johann Hiernl 4 Engels-Statuen, Tulln an der Donau

„Ist ein Ehrsames Handwerk der Steinmetzen und Maurer beisammen gewest, ist dem Meister Paulus Strickner zu Eggenburg sein Jung namens Caspar Schilck vom Jungenstand zum Gesellen Standt frei gesprochen worden und hat die Gebühr völlig bezahlt 5 fl.“

### Bürgermeister von Eggenburg
Paul Strickner ist für die Jahre 1687/1688 und 1692/1693 als Bürgermeister dokumentiert.

## Werke

### Stift Altenburg
Paul Strickner war für das Stift Altenburg tätig, nach Amtsantritt von Abt Benedikt Leiss (1648–1658) beim Bau des Konventtraktes, sowie der zweigeschossigen Loggia an der südlichen Außenfront. Es erfolgte ein Umbau des gotischen Refektoriums.

#### Auftrag eines Steinbrunnens
1671 wurde der Bau eines Brunnens im Hofe des Klosters mit den Steinmetzen Paul Strickner zu Eggenburg und Thomas Steinböck zu Burgschleinitz vereinbart, wobei der Brunnen zu Greillenstein als Vorbild dienen sollte.
- 1. August 1671  Mitten im Hof sollen sie einen Brunnen machen, achteckig ausgearbeitet, wie der Brunnen zu Greillenstein sein und über fünfhundert Eimer Wasser halten. Sie haben uns versprochen, dieses Bassin wird das Wasser halten und sie werden es selbst aufsetzen, dazu stellen wir auch Tagwerker bereit und werden ihnen die Kost reichen lassen ...

Wir versprechen beiden Meistern .. dreihundert Gulden folgen zu lassen (ebenso Eisen, Kitt) ... Maurus Abt zu Altenburg. (Die letzte Zahlung vom 23. Dezember 1673.)
5 Künstler- und Baurechnungen im Archiv des Stiftes Altenburg belegen seine Arbeiten.

### Strickner-Materl in Eggenburg
Beim „Stricknermaterl“ in der Hornerstraße steht auf quadratischen Fundament eine quadratische Säule. Das Christuskind, mit einem Kreuz in Händen, zuoberst. Zwei Inschriften: Baul Strickner 1676, die andere für das Kind die Jahreszahl 1815. Der Tabernakel ist auf jeder Seite mit einem Relief verziert.

### Dreifaltigkeitssäule auf dem Marktplatz in Tulln
Der Marktplatz als größter Platz der Stadt Tulln erfuhr 1694 eine Neuinszenierung, als der Stadtrat beschloss 300 Gulden zur Erbauung einer votivsäulen der allerheiligsten Dreyfaltigkeit allhier auf dem plaz aus Zogelsdorfer Kalksandstein durch zwei Eggenburger Steinmetze Wolfgang Steinböck und Paul Strickner zu stiften.
Stilistisch beeinflusst durch die noch hölzerne Pestsäule am Wiener Graben begleiteten vier auf Eckpostamente des
Sockels gestellte Engel (mit Kerzenleuchtern ausgestattet) die Säule. In der Mitte erhebt sich eine schlanke Säule mit Kompositkapitell und mit einer Dreifaltigkeitsdarstellung (Gott und Christus, dazwischen die Taube des Heiligen Geistes).